# Lučica (Chorwacja)
Lučica – wieś w Chorwacji, w żupanii karlowackiej, w gminie Barilović. W 2011 roku liczyła 38 mieszkańców.